# الشعب الماندينغي
الشعب الماندينغي (بالإنجليزية: Mandinka)‏ مجموعة إثنية من غرب أفريقيا تتواجد بشكل رئيسي في جنوب مالي وشرق غينيا وشمال ساحل العاج. يبلغ عددهم نحو 11 مليون نسمة، وهم يشكلون أكبر مجموعة فرعية من شعوب الماندي وواحدة من أكبر المجموعات العرقية في أفريقيا. يتحدث الماندينغيون لغة مندنكا، وهي إحدى لغات الماندينغ الغربية من أسرة اللغة الماندية ولغة تواصل مشترك في معظم أنحاء غرب أفريقيا. يُعدّ أكثر من 99 % من السكان من المسلمين. وهم يعملون في الغالب في زارعة الكفاف ويعيشون في القرى الريفية. تُعدّ مدينة باماكو أكبر مركز حضري وهي عاصمة جمهورية مالي والتي يعيش فيها أيضًا شعب بامبارا الذين تربطهم صلة وثيقة مع شعب الماندينغي.
يُعدّ شعب الماندينغي أحفادًا لمملكة مالي التي وصلت إلى السلطة في القرن الثالث عشر تحت حكم الملك ساندياتا كييتا، الذي أسَّس إمبراطورية تضمنت جزءًا كبيرًا من غرب أفريقيا. ثم هاجروا باتجاه الغرب من نهر النيجر بحثًا عن الأراضي الزراعية الأكثر ملائمة والمزيد من فرص الغزو. في الوقت الحاضر، يعيش شعب الماندينغي في منطقة الساحل الإفريقي الممتدة من غامبيا ومنطقة كازامانس في السنغال حتى ساحل العاج. وعلى الرغم من انتشارهم الواسع، إلا أنهم يشكلون أكبر مجموعة إثنية فقط في مالي وغينيا وغامبيا. يعيش معظم شعب الماندينغي في مجمعات سكنية في قرى ريفية تقليدية. وقد تميز مجتمعهم التقليدي بوجود الطبقية الاجتماعية. تميزت مجتمعات شعب الماندينغي بحكم ذاتي إلى حد ما إذ يرأسها الزعيم ومجموعة من الشيوخ. يمتلك شعب الماندينغي تراثًا شفهيًا إذ تُنقل الأساطير والأحداث التاريخية والمعرفة بشكل شفهي من جيل إلى آخر. نجت موسيقاهم وتقاليدهم الأدبية من قِبَل مجموعة الغريو (مجموعة من الشعراء والموسيقيين ورواة القصص الذين يحافظون على تقاليد التراث الشفوي في أفريقيا) المعروفة محليًا باسم جيلايس، بالإضافة إلى مجموعات وأخويات أخرى مثل دوزو (الصيادون).
بين القرنين السادس عشر والتاسع عشر، أُسِرَ العديد من شعب الماندينغي المسلمين وغير المسلمين، إلى جانب العديد من أفراد المجموعات الإثنية الأفريقية الأخرى ونقلهم إلى الأمريكيتين للعمل كعبيد. اختلط أفراد شعب الماندينغي مع العبيد والعمال من الأعراق الأخرى، ما أدَّى إلى خلق ثقافة الكريول. وقد كان لشعب الماندينغي تأثيرًا كبيرًا على التراث الأفريقي للشعوب المنحدرة التي توجد الآن في البرازيل وجنوب الولايات المتحدة ومنطقة البحر الكاريبي.

## الاقتصاد
يعمل أفراد الماندينغي في المناطق الريفية الساحلية في زراعة الكفاف وهم يعتمدون على محاصيل مثل الفول السوداني والأرز والدخن والذرة ويعملون في تربية الماشية بشكل خفيف لكسب رزقهم. أثناء الموسم الرطب، يزرع الرجال الفول السوداني بشكل رئيسي إلى جانب زراعة الدخن وتقوم النساء بزراعة الأرز (الأرز الأفريقي) ورعاية النباتات ويتطلَّب هذا العمل جهدًا جسديًا كبيرًا. لا تُلبي الزراعة المحلية سوى 50% من احتياجات استهلاك الأرز؛ أما الباقي فيتم استيراده من آسيا والولايات المتحدة.

يُعدّ الذكر الأكبر سنًا هو ربّ الأسرة، وعادًة ما يكون الزواج مُدبرًا بين العائلات. تُبنى القرى من بيوت طينية صغيرة ذات أسقف من القش أو القصدير، وهي منظمة بحسب العائلات العشائرية. في حين تُعدّ الزراعة المهنة السائدة بين أفراد الماندينغي، يعمل الرجال أيضًا كخياطين أو زجارين أو سائقي سيارات الأجرة أو في مجال الأخشاب وصناعة المعادن أو جنود أو ممرضين أو في وكالات الإغاثة. ومع ذلك، فإن معظم النساء، وربما 95% منهن، يُفضلِّن البقاء في المنزل والعناية بالأطفال والحيوانات، فضلًا عن العمل جنبًا إلى جنب مع الرجال في الزراعة.

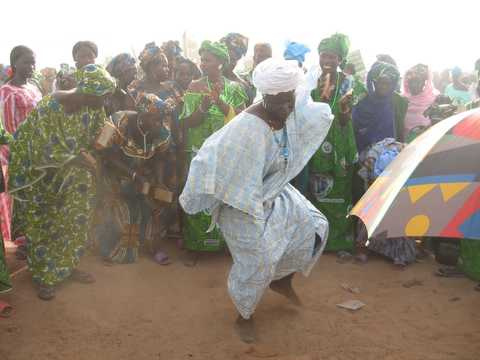
جانب من الرقص المانديغني